# 72.º Escuadrón Shinbu

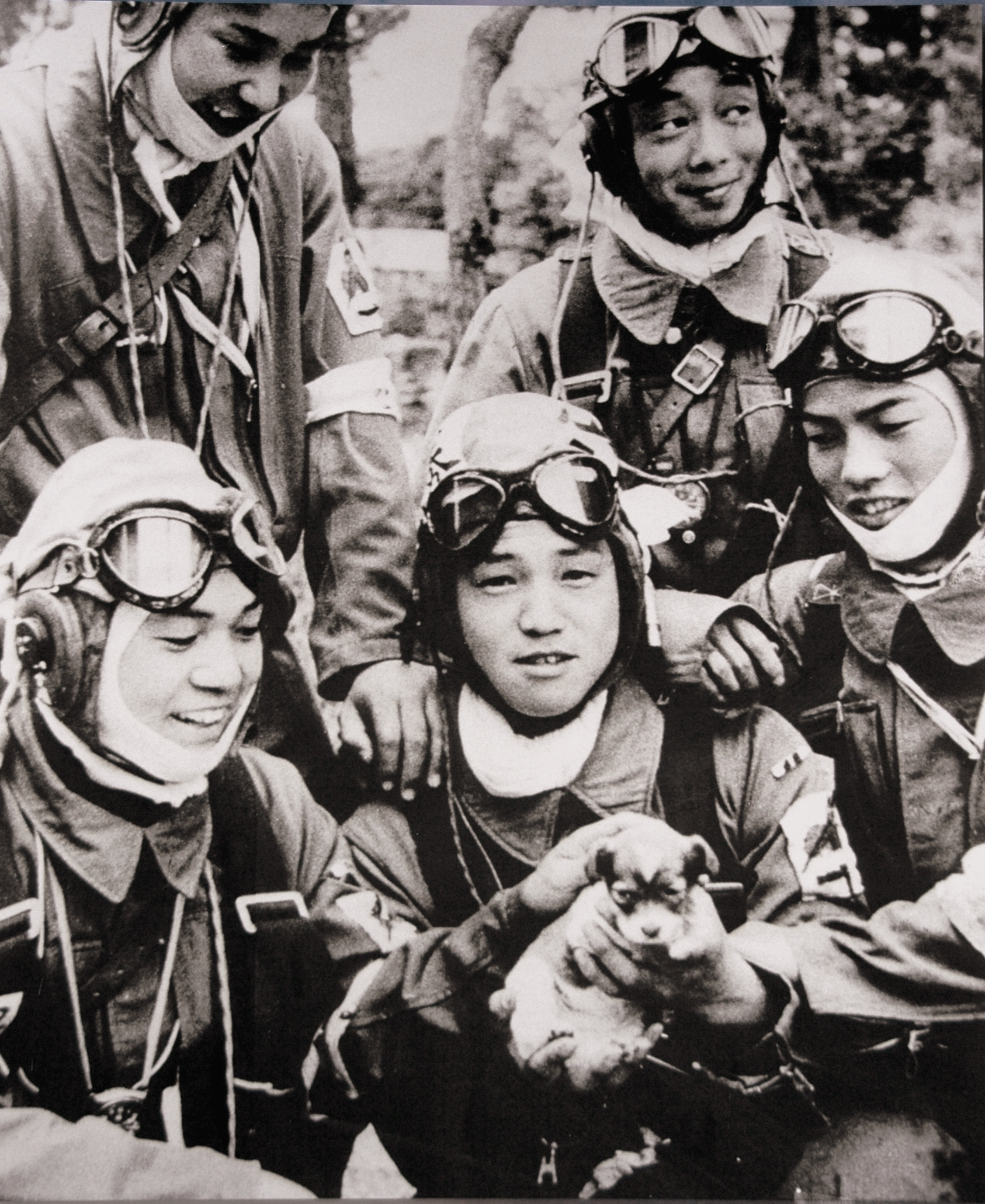
Miembros del 72.º Escuadrón Shinbu el día antes de su misión. Los cinco murieron.

El 72.º Escuadrón Shinbu (第72振武隊, Dai Nanajūni Shinbu-tai) del Servicio Aéreo del Ejército Imperial Japonés se formó el 30 de enero de 1945 como el 113.º Cuerpo de Instrucción Aérea. El 30 de marzo del mismo año, la unidad obtuvo su nombre final, el 72.º Escuadrón Shinbu.
El 25 de mayo de 1945, el 72.º Escuadrón Shinbu partió del aeródromo de Metabaru hacia la base aérea secreta de Bansei, que ahora forma parte de la ciudad de Minamisatsuma (南さつま市) en la prefectura de Kagoshima, ubicada en el extremo suroeste de Kyūshū. Dos aviones de asalto Tipo 99 del 72.º Escuadrón Shinbu dañaron al destructor estadounidense USS Braine, en el que murieron 66 hombres y 78 resultaron heridos. Tras los ataques, los doce hombres del Escuadrón partieron hacia Corea para esperar órdenes.